# Хоменко Валерій Дмитрович
Вале́рій Дми́трович Хоме́нко — солдат Збройних сил України, учасник російсько-української війни.
Брав участь в боях на сході України у складі 13-го мотопіхотного батальйону.

## Нагороди
За особисту мужність, сумлінне та бездоганне служіння Українському народові, зразкове виконання військового обов'язку відзначений — нагороджений
- орденом «За мужність» III ступеня (3.11.2015).